# Wleń
Wleń (Duits: Lähn) is een stad in het Poolse woiwodschap Neder-Silezië, gelegen in de powiat Lwówecki. De oppervlakte bedraagt 7,18 km², het inwonertal 1902 (2005).
Het stadje heeft een plein omringd door kleurrijke huizen met op de heuvel een kasteel.
Langs het stadje stroomt de rivier de Bóbr. Het is een der oudste steden in de omgeving maar het stadje is nooit tot volle wasdom gekomen. De belangrijkste oorzaak daarvan waren de regelmatige overstromingen van de rivier die gemiddeld om de 10 jaar het volledige centrum blank zette. In 1911 poogde men daar een eind aan te maken door enkele kilometers stroomopwaarts een dam te bouwen die het  water kon reguleren. Deze dam is een van de bijzonderste bezienswaardigheden van de omgevening en is momenteel de tweede grootste van Polen. Een electriciteitcentrale ligt aan de voet van de dam met turbines die nog origineel zijn. Wellicht de meest belangrijke bezienswaardigheid is een burcht en kastelencomplex dat op een berg is gelegen boven de stad. De burcht is vervallen tot ruine, mits betaling kan men de overgebleven toren bestijgen. Aan de voet van de burcht ligt het Barok kastelencomplex "Palac Lenno". Van het binnenhof kijkt men uit over de laaggelegen vallei over 50 km onbezoedeld landschap. Geen huizen, geen straten, geen windmolens. Enkel velden, weiden en bossen en het zicht wordt aan de horizon afgesloten door het Reuzengebergte en "Sneeuwkop" de hoogste berg van Silezie. De burcht en Palac Lenno liggen midden in een reservaat. In de rivier kan men vliegvissen en in de omgeving zijn vele gelegenheden waar men een kajak of fietsen kan huren.

## Verkeer en vervoer
- Station Wleń